# Список умерших в 869 году

## Февраль
- 14 февраля — Святой Кирилл, святой, равноапостольный, византийский миссионер; вместе с братом Мефодием является создателем перевода Евангелия с греческого на древнеславянский язык[1].

## Март
- 8 марта — Гумфрид Теруанский, епископ Теруана (856—869) и аббат Сен-Бертина (864—866), католический святой[2].

## Апрель
- 9 апреля — Вальдрада, конкубина короля Лотарингии Лотаря II[3].

## Июль
- 16 июля — Аль-Мутазз Биллах, Амир аль-муминин и халиф Аббасидского халифата (866—869).

## Август
- 8 августа — Лотарь II, король Лотарингии (855—869)[4].

## Сентябрь
- 19 сентября — Ротланд, архиепископ Арля (851—869)[5].

## Октябрь
- 6 октября — Ирментруда Орлеанская (39), королева Западно-Франкского королевства (842—869), первая жена Карла II Лысого[6].

## Ноябрь
- 17 ноября — Ад-Дарими, знаток хадисов, имам, хафиз, шейх аль-ислам.
- 20 ноября — Эдмунд, король Восточной Англии (855—869).

## Дата смерти неизвестна или требует уточнения
- Готшальк из Орбе, саксонский богослов, проповедовавший учение о предопределении, фигурант важного теологического спора IX века, монах, философ, и поэт[7].
- Дунлайнг мак Муйредайг, король Лейнстера (863—869)[8].
- Лев Математик, византийский математик и механик; архиепископ Фессалоник (840—843), основатель Магнаврской высшей школы в Константинополе.
- Мистевой I, великий князь славянского племени бодричей и всего Союза ободритов[9].
- Мухаммад ибн Каррам, исламский богослов, основатель и эпоним секты каррамитов.
- Аль-Хаким ат-Тирмизи, крупнейший представитель среднеазиатского суфизма, автор около восьмидесяти произведений.